# La Fête espagnole
La Fête espagnole er en fransk stumfilm fra 1920 af Germaine Dulac.

## Medvirkende
- Ève Francis som Soledad
- Jean Toulout som Miguélan
- Gaston Modot som Réal
- Robert Delsol som Juanito
- Anna Gay
- Gabriel Gabrio